# Casinaria formosana
Casinaria formosana är en stekelart som beskrevs av Setsuya Momoi 1970. Casinaria formosana ingår i släktet Casinaria och familjen brokparasitsteklar. Utöver nominatformen finns också underarten C. f. bharata.